# St. Ägidius (Gerlachshausen)

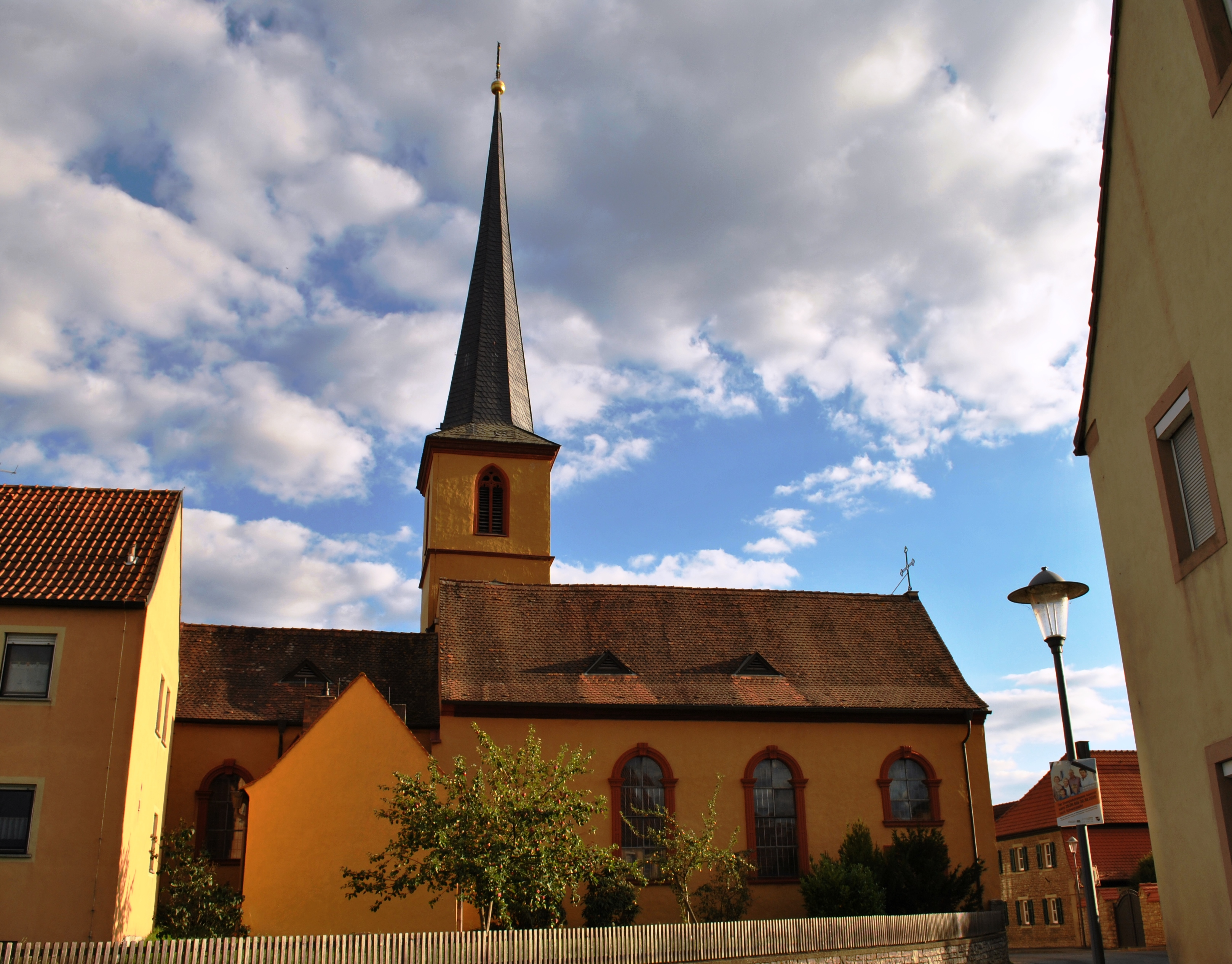
Die Kirche in Gerlachshausen

Die Kirche St. Ägidius im unterfränkischen Gerlachshausen ist eine Filiale der Pfarrei Stadtschwarzach. Sie steht an der Schweinfurter Straße inmitten des Dorfes. Die Kirche gehört zum Dekanat Kitzingen.

## Geschichte
Gerlachshausen wurde erstmals im Jahr 918 erwähnt. Die Gemeinde war eine der Urpfarreien Mainfrankens und eine der ältesten christlichen Gemeinden im Steigerwaldvorland. Im Jahr 1115 erwarb die benachbarte Benediktinerabtei Münsterschwarzach die Pfarrei. Zu diesem Zeitpunkt entstand auch eine neue Kirche in Gerlachshausen. Filialen waren St. Maria de Rosario in Dimbach, die Michaelskirche in Düllstadt, die Veitskirche Hörblach, die Laurentiuskirche in Nordheim und die in Schwarzenau, sowie die Kirche in Sommerach.
Im Jahr 1325 inkorporierte man die Pfarrei in die Klosterpfarrei von Münsterschwarzach, gleichzeitig entstand ein Kirchenneubau im Dorf. Damit begann der langsame Abstieg von Gerlachshausen. Bis 1598 betreuten Mönche aus der Abtei die Kirche in Gerlachshausen. Der Würzburger Bischof Julius Echter und der Abt Johannes IV. Burckhardt verfügten am 11. Juli 1598, dass Weltgeistliche künftig die Seelsorge im Dorf übernahmen.
Im Jahr 1634 löste man die Pfarrei Gerlachshausen endgültig auf. Sie war fortan Teil der Pfarrei Stadtschwarzach. Im Jahr 1751 wurde das Langhaus neu gebaut. 1952 und 1984 erneuerte man den Innenraum, 1969 und 1991 den Außenbau. Das Bayerische Landesamt für Denkmalpflege ordnet die Kirche als Baudenkmal ein. Untertägige Reste von Vorgängerbauten werden als Bodendenkmal geführt.

## Architektur
Die Kirche ist ein großer, geosteter Saalbau mit einem Ostchor aus dem beginnenden 15. Jahrhundert. Die Untergeschosse des fünfgeschossigen Turmes an der Südostecke des Langhauses stammen ebenfalls aus dem 15. Jahrhundert. Um 1600 wurde er aufgestockt und mit dem charakteristischen Julius-Echter-Spitzhelm versehen. Der Turm besitzt im obersten Geschoss mit der Glockenstube Rundbogenfenster mit Schallluken.
Das Langhaus wird von jeweils drei rundbogigen Fenstern durchlichtet. Charakteristisch ist der Eingang auf der Südseite. Das rechteckige Portal hat eine geohrte Rahmung. Die schlichte Westfassade gliedert lediglich eine Heiligenfigur und ein Ochsenauge. Das Langhaus trägt ein Satteldach mit Dachgauben.

## Ausstattung

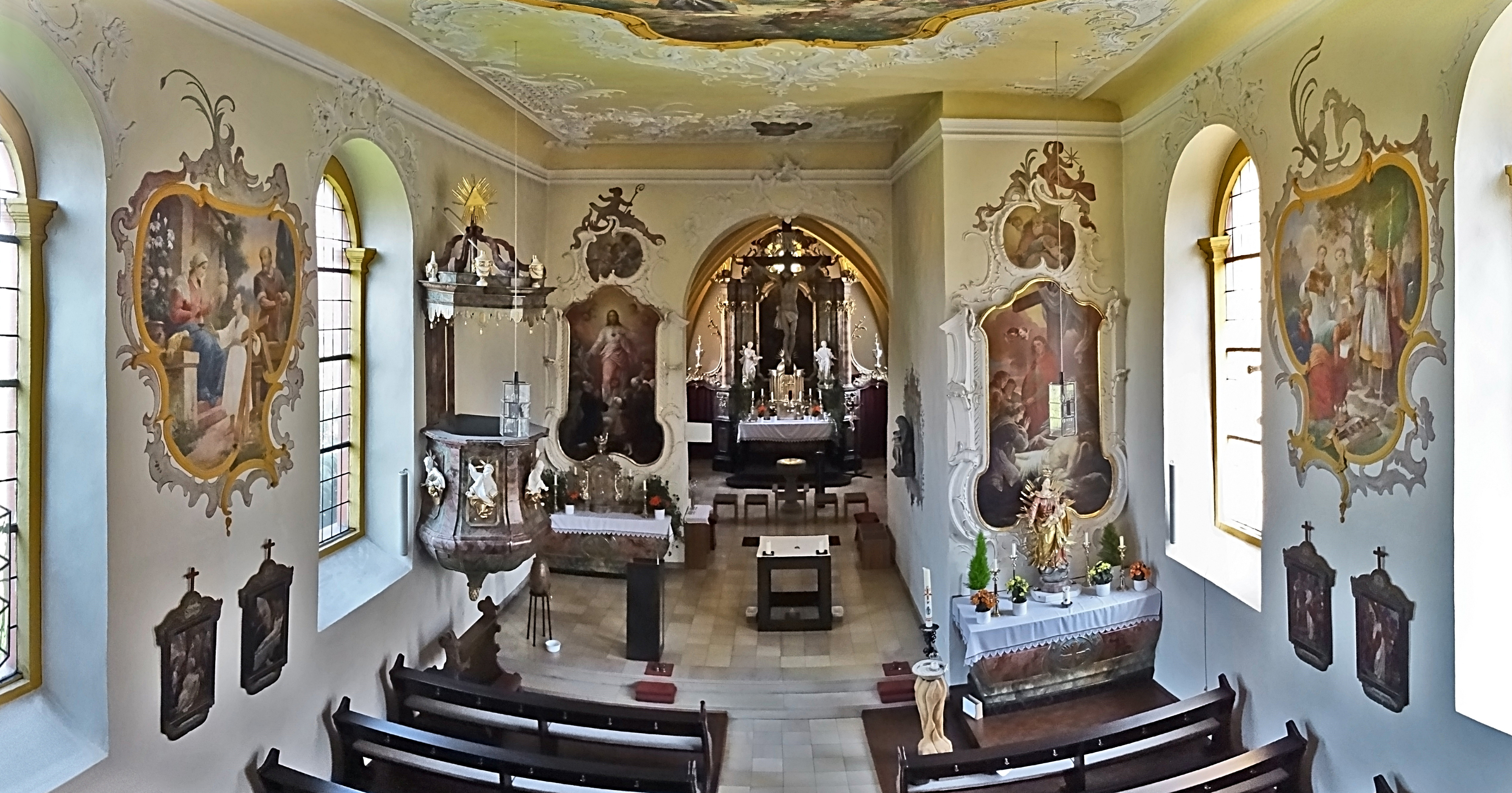
Innenraum der Ägidiuskirche

### Hochaltar
Der Hochaltar eines unbekannten Meisters kam mit der Langhauserneuerung in der Mitte des 18. Jahrhunderts nach 1751 in die Kirche. Im Zuge der Erneuerungen im 20. Jahrhundert wurde er mehrfach renoviert. Er steht zentral im Chor mit einem zweisäuligen Aufbau und hat seitliche Durchgänge. Eine Besonderheit ist der zweigeschossige Tabernakelaufbau, der in der Region selten zu finden ist.
Das zentrale Altarblatt aus dem Rokoko stellt den Kirchenpatron Ägidius dar. Assistenzfiguren sind die Plastiken des Evangelisten Johannes rechts und des heiligen Markus links. Oberhalb der Durchgänge sind Vasen aufgestellt. An der Stelle eines weiteren Gemäldes, das als Auszug Verwendung fand, wurde oberhalb des Blattes das Auge Gottes in einem Strahlenkranz angebracht.

### Seitenaltäre
Die Seitenaltäre kamen ebenfalls während der Erneuerung im 18. Jahrhundert in die Kirche. Die Stuckmarmorrahmen von Andreas Meyer stammen aus dem Jahr 1755. Die Altarblätter mit ähnlichem Aufbau sind jüngeren Datums und wurden wohl 1914 vom Würzburger Kirchenmaler Eulogius Böhler gearbeitet.
Auf dem Blatt des sogenannten Herz-Jesu-Altars nördlich des Chorbogens ist das Herz Jesu in einer Menschenmenge dargestellt. Oberhalb des Altars befindet sich ein ebenfalls von Böhler gemaltes Fresko mit einigen Putten. Auf dem Blatt des südlichen Kreuzaltars ist die Kreuzabnahme Jesu dargestellt, darüber befindet sich ein Fresko des 20. Jahrhunderts mit der Darstellung Gottvaters.

### Glocken

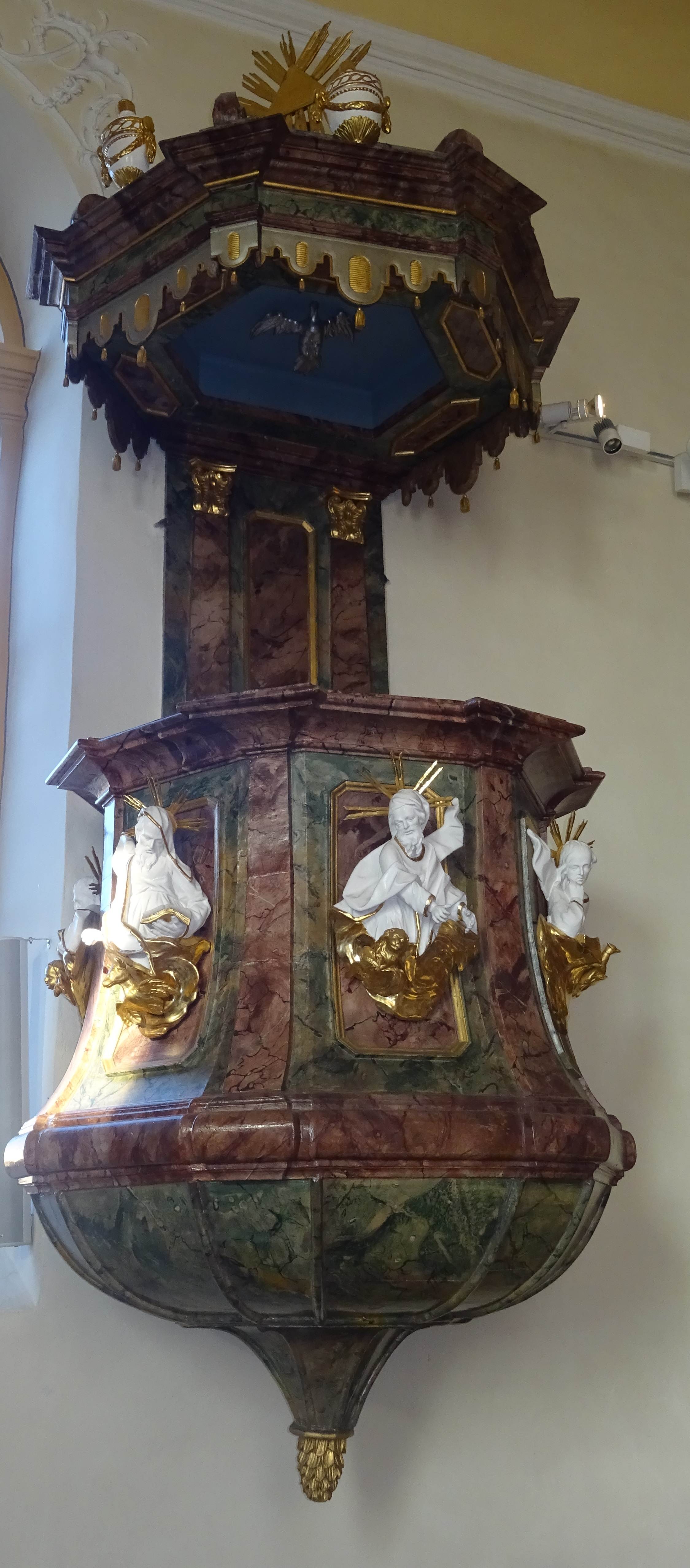
Kanzel in St. Ägidius

Das Geläut der Kirche besteht aus vier Glocken. Die älteren Glocken mussten im Zweiten Weltkrieg zum Einschmelzen abgegeben werden. In den 1950er Jahren begann man das Geläut auszutauschen, das bis 1989 vervollständigt wurde.
| Name         | Gießer              | Grundton | Gussjahr | Durchmesser in Zentimeter | Gewicht in Kilogramm | Inschrift                                                      |
| ------------ | ------------------- | -------- | -------- | ------------------------- | -------------------- | -------------------------------------------------------------- |
| -            | Fa. Lotter, Bamberg | a‘       | 1950     | 88                        | 400                  |                                                                |
| Marienglocke | Fa. Perner, Passau  | c‘‘      | 1989     | 79                        | 294                  | „Maria, Königin des Friedens, bitte für uns“                   |
| -            | Fa. Lotter, Bamberg | d‘‘      | 1950     | 69                        | 200                  |                                                                |
| Josefsglocke | Fa. Perner, Passau  | f‘‘      | 1989     | 60                        | 113                  | „Heiliger Josef, Schutzpatron, empfiehl uns deinem Pflegesohn“ |

### Weitere Ausstattung

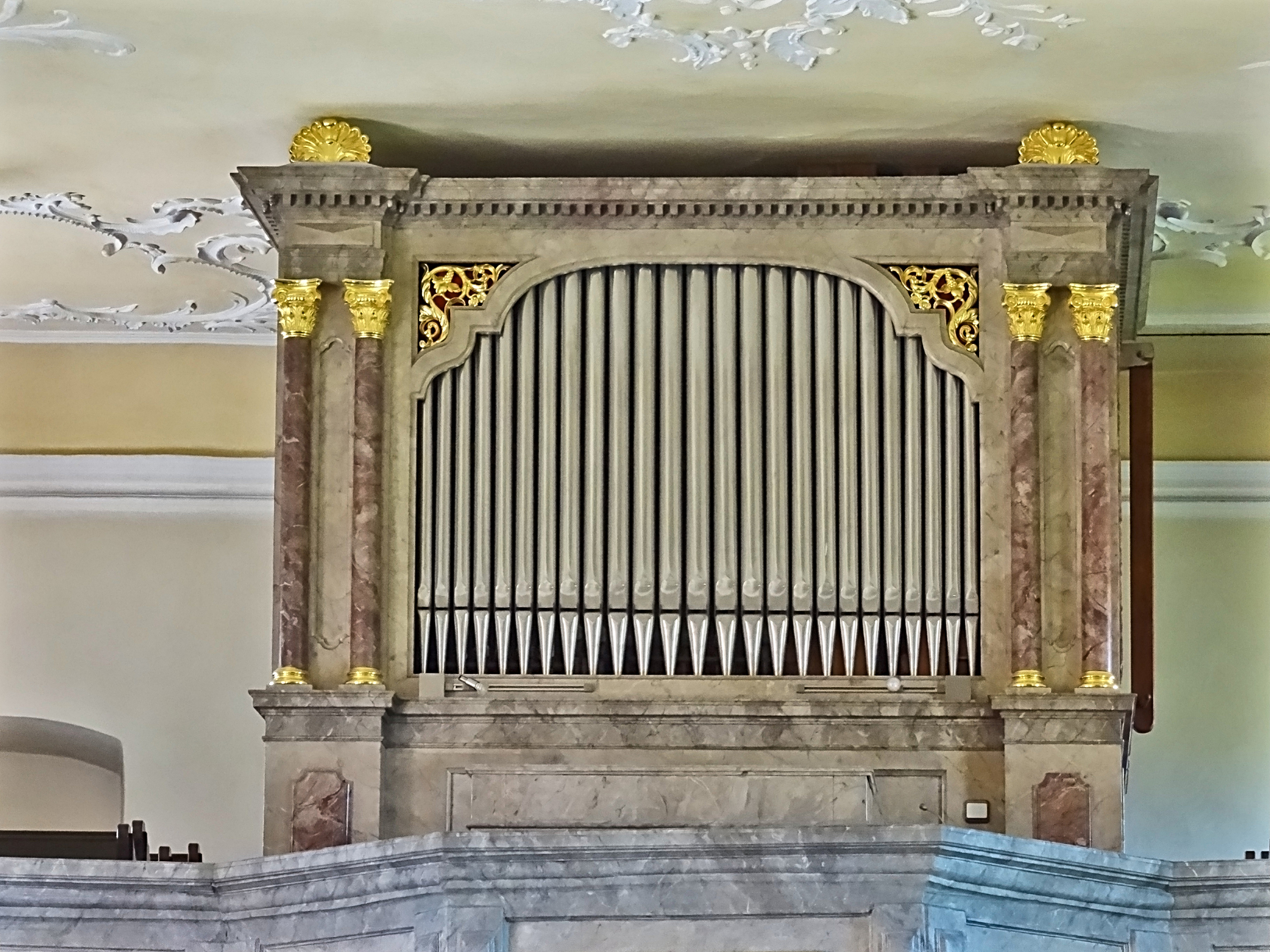
Schlimbach-Orgel

Der Volksaltar entstand wie der schlichte Ambo im Chor im Jahr 1984. Der Taufstein aus Sandstein stammt aus dem Jahr 1743. Die Figur auf dem Stein zeigt den heiligen Johannes Baptist und kam ebenfalls im 18. Jahrhundert in die Kirchen. Ältester Teil der Ausstattung ist die spätgotische Pietà an der nördlichen Chorwand. Sie wurde um das Jahr 1400 geschaffen.
Die Kanzel aus dem Jahr 1752 wurde vom Sommeracher Schnitzermeister Wolf Erthal eingebaut. Der Korpus trägt die halbplastischen Figuren der Evangelisten, das Auge Gottes krönt neben Vasen die Kanzel. Im Langhaus ist eine Figur des Kirchenpatrons Ägidius aus dem 18. Jahrhundert aufgestellt. Die Orgel auf der Empore hat neun Register und wurde um 1862 vom Würzburger Orgelbauer Balthasar Schlimbach gebaut.
Fresken im Langhaus stammen aus dem Jahr 1914 und wurden, wie auch Teile der anderen Ausstattung, vom Würzburger Maler Eulogius Böhler gemalt. Am Deckengemälde erkennt man, eingerahmt von Schutzengeldarstellungen, den Kirchenpatron St. Ägidius mit einer Hirschkuh, daneben die heiligste Dreifaltigkeit. Ursprünglich schmückten wohl Fresken von Andreas Dahlweiner die Kirchendecke.

## Pfarrer (Auswahl)
Mehrere Pfarrer der Ägidiuskirche aus dem 16. und 17. Jahrhundert sind namentlich bekannt. Zu diesem Zeitpunkt verzichtete Bischof Julius Echter von Mespelbrunn auf die Betreuung Gerlachshausens durch Mönche des Klosters Münsterschwarzach. Der Weltpriester sollte fortan mitten in der Gemeinde leben und die Gerlachshäuser so vom Abfall vom katholischen Glauben abhalten. Erst nach dem Dreißigjährigen Krieg setzte das Kloster wieder einen Mann aus seinem Konvent ein.
| vor 16. Jahrhundert Mönche aus Münsterschwarzach übernehmen die Seelsorge |           |                                       |
| Johann Volckh                                                             | –1598     | Magister, † 1598, erster Weltpriester |
| Kaspar Brückner                                                           | 1598–1602 |                                       |
| Michael Kübinger                                                          | 1602–1605 |                                       |
| Johann Schaw                                                              | unklar    | Magister                              |
| ab 1649 Mönche aus Münsterschwarzach übernehmen die Seelsorge             |           |                                       |